# 京極高住
京極 高住（きょうごく たかすみ）は、但馬国豊岡藩の第2代藩主。豊岡藩京極家4代。

## 略歴
万治3年（1660年）8月10日、丹後国田辺藩主・京極高直の4男として江戸柳原邸で生まれる。延宝2年（1674年）3月18日、先代豊岡藩主である兄の高盛の隠居に伴い、その養子として跡を継ぎ、従五位下、甲斐守に叙任する。
正徳4年（1714年）7月29日、長男の高栄に家督を譲って隠居した。その後、剃髪して甲斐入道と号した。
享保6年（1721年）に高栄が早世し、その跡を継いだ嫡孫の高寛も早世すると、豊岡藩京極家は無嗣断絶で改易となる。しかし、高住が高寛の弟の高永の相続を認めるよう幕府に運動したこともあって、3万3000石から1万5000石に減知の上で高永に家督を継ぐことが認められた。
享保15年（1730年）8月13日、武蔵国足立郡渕江の別邸で死去した。享年71。

## 系譜
- 父：京極高直（1633-1663）
- 母：水野忠善の娘
- 養父：京極高盛（1650-1709）
- 正室：松平直矩の養女 - 東園基賢の娘
- 側室：寿林院 - 難波氏
  - 長男：京極高栄（1690-1721）
- 生母不明の子女
  - 男子：京極高正
  - 男子：水野善興 - 祖母の水野姓を名乗る。高住の隠居時に蔵米二千俵を分知され、別家を興こし旗本寄合。次代の京極高明の時に京極姓に復帰した。